# Liste der Fluggesellschaften in Somalia
Dieser Artikel listet die somalischen Fluggesellschaften auf.

## Legende

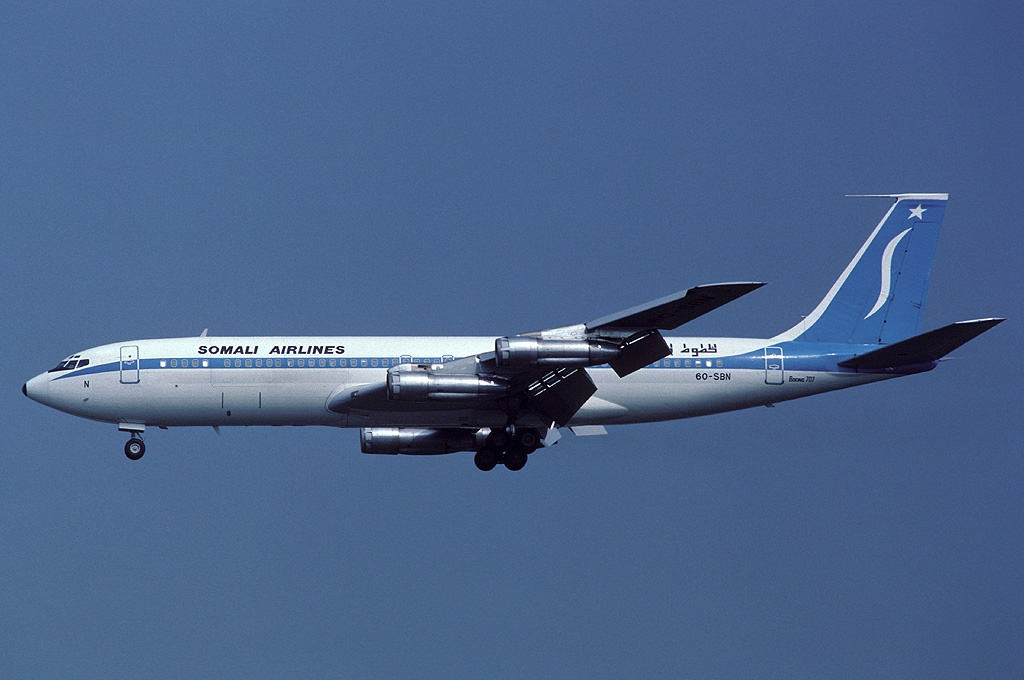
Boeing 707 der Somali Airlines

- P: „normale“ Passagierfluggesellschaft mit Linienflügen

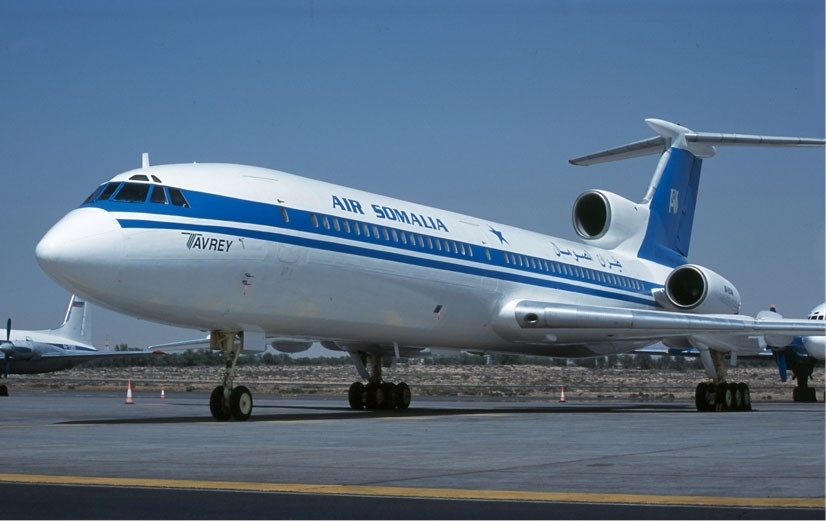
Tupolew Tu-154 der Air Somalia

- B: Billigfluggesellschaft
- T: Transportfluggesellschaft
- R: führt Regierungsflüge durch
- C: Charterflüge
- A: Ambulance-Flüge
- I: ausschließlich Inlandsflüge

| Fluggesellschaft  | IATA | ICAO | Rufzeichen  | Bemerkungen |
| ----------------- | ---- | ---- | ----------- | ----------- |
| Air Somalia       | –    | RSM  | AIR SOMALIA | P           |
| Jubba Airways     | 6J   | JUB  | JUBBA       | P           |
| Somali Airlines 2 | HH   | SOM  | SOMALAIR    | P           |